# Makomanai-Hallenstadion
Das Makomanai-Hallenstadion (japanisch 真駒内屋内競技場, Makomanai Okunai Kyōgijō) ist eine Mehrzweckhalle in der japanischen Stadt Sapporo. Sie steht im Stadtteil Makomanai. Die Halle wurde für die Olympischen Winterspiele 1972 errichtet. Sie hat eine offizielle Zuschauerkapazität von 10.770 Besuchern sowie eine Gesamtfläche von 10.133 m². Der Spitzname ist Makomanai Ice Arena (真駒内アイスアリーナ, Makomanai aisu arīna). Seit 2007 lautet der offizielle Name Makomanai Sekisui Heim Ice Arena (真駒内セキスイハイムアイスアリーナ, Makomanai Sekisui Haimu aisu arīna), nachdem das Immobilienunternehmen Sekisui Heim Namenssponsor wurde.

## Beschreibung
Die Arena steht in der nordöstlichen Ecke des Makomanai-Parks, etwa 300 Meter vom Makomanai-Stadion entfernt und nahe der Mündung des Flusses Makomanai in den Toyohira. Das Nakayama Katsumi Architectural Design Office entwarf die Arena so, dass das Dach in der Lage ist, große Schneemengen zu tragen. Die Konstruktion besteht aus einem riesigen Rahmen von 109 Metern Durchmesser in Kombination mit 24 Dreiecken. Diese bestehen aus massiven rechteckigen Traversen auf einem runden Stahlrahmen von 103 Metern Durchmesser, der von 48 Betonpfeilern getragen wird. Rund um die Halle verläuft ein durchgehender Korridor mit Zugang zu allen Zuschauerbereichen.
Die Halle dient als Sportstätte für Eishockey, Eiskunstlauf und verschiedene Ballsportarten, ebenso als Veranstaltungsort von Messen, Konferenzen und Konzerten. Neben 6.024 Sitzplätzen gibt es 1500 Stehplätze; bei Bedard können weitere Stehplätze bis zur maximalen Kapazität von 10.770 Zuschauern hinzugefügt werden.

## Geschichte
Als Sapporo am 26. April 1966 den Zuschlag für die Olympischen Winterspiele 1972 erhielt, gab es in der Stadt noch keine geeignete Halle. Die Bauarbeiten begannen im März 1968 und waren im Dezember 1970 abgeschlossen, der japanische Staat trug die gesamten Baukosten von 1,952 Milliarden Yen. Erstmals genutzt wurde das Makomanai-Hallenstadion im Rahmen der Internationalen Wintersportwoche im Februar 1971. Während der Winterspiele 1972 fanden hier die meisten Spiele des Eishockeyturniers, die Entscheidungen der Eiskunstlaufwettbewerbe und die Schlussfeier statt. Die Zuschauerkapazität betrug damals 12.000.
Nach den Winterspielen wurde das Makomanai-Hallenstadion für verschiedene weitere bedeutende Sportveranstaltungen genutzt. Dazu gehören die Eishockey-B-Weltmeisterschaft 1975, die Winter-Asienspiele 1986, die Winter-Asienspiele 1990, die Winter-Universiade 1991, mehrere Spiele der Volleyball-Weltmeisterschaft der Männer 1998 und des Volleyball World Cup der Männer 1999, die Winter-Asienspiele 2017 und mehrere Austragungen der japanischen Eiskunstlauf- und Curlingmeisterschaften.
Im Jahr 2001 ging der Besitz des Makomanai-Hallenstadions an die Präfektur Hokkaidō über. Das Immobilienunternehmen Seikusui Heim erwarb am 1. April 2007 die Namensrechte und benannte das Stadion in Makomanai Sekisui Heim Ice Arena um. Wie vom Japanischen Olympischen Komitee gewünscht, entfernte man daraufhin die olympischen Ringe an der Fassade.